# Iakîmivka, Vilneansk
Iakîmivka (în ucraineană Якимівка) este un sat în comuna Ternivka din raionul Vilneansk, regiunea Zaporijjea, Ucraina.

## Demografie
Componența lingvistică a localității Iakîmivka
     Ucraineană (92,55%)
     Rusă (7,45%)
Conform recensământului din 2001, majoritatea populației localității Iakîmivka era vorbitoare de ucraineană (92,55%), existând în minoritate și vorbitori de rusă (7,45%).